# Assassin's Creed III: Liberation
Assassin's Creed III: Liberation vyšel jako spin-off ke třetímu dílu série s podtitulem Liberation nejprve exkluzivně 30. října 2012 na PlayStation Vita. Hra byla dále 14. ledna 2014 vydána na PlayStation 3 a Xbox 360, 15. ledna 2014 na PC - všude v HD rozlišení, bez české lokalizace a převážně v digitální distribuci (na PC i v krabicové verzi).

## Děj
Hlavní hrdinkou je Aveline de Grandpré (první ženská protagonistka), narozena roku 1747, bojující za práva a osvobození otroků, dcera francouzského otrokáře Philippa de Grandpré, přičemž se i ona dostane k artefaktům, po kterých Templáři tak hrozně touží. Příběh se odehrává v letech 1765 až 1777, kdy na severu dochází k vyostření situace vedoucí až k americké revoluci a také se španělské síly chystají k ovládnutí Louisiany na jihu. Hra se odehrává v New Orleans i v divočině (s bažinami plnými voodoo magie, ale i se starobylými mayskými ruinami). Asasínka Aveline chce získat pro svou zemi a lid svobodu, kromě tradičních asasínských dovedností umí efektivně využívat převleky a tak se nepozorovaně dostat do střežených oblastí.
Ve hře má také mírný kontakt s Connorem z Assassin's Creed III, který žije ve stejné době.